# Американски колеж в София
Американски колеж пренасочва насам.  За вилната зона в София вижте Американски колеж (вилна зона).
Американският колеж в София (на английски: American College of Sofia) е англоезично училище в София, разположено в квартал „Младост“. Училището се ръководи от фондация Sofia American Schools, Inc.
Някои приемат, че това е най-старото американско училище извън Съединените щати, създадено през 1860 г. Този факт се оспорва от американския Робърт колеж в Истанбул основан през 1863 г. и преобразуван впоследствие в турски университет, заради промените в името, местоположението и устава на училището в България, както и поради прекратяването на дейността му за определен период.
Американският колеж е закрит през 1942 г., а отново отваря врати през 1992 г. Основният език, на който се провежда обучението, е английският. При успешно завършване на пълния курс на обучение всички зрелостници, които са български граждани, получават 2 дипломи – българска и американска, а чуждестранните ученици получават американска диплома и IB диплома.

## Акредитация
Американският колеж има пълна акредитация от американската Асоциация на колежите и училищата от средните щати (MSA), покривайки високи образователни стандарти. Това е блестящо постижение, осигуряващо международно признание за качеството на обучението в училището и задаващо отлична перспектива за бъдещото му дългосрочно развитие.
Американският колеж има пълна акредитация и от Международната бакалауреатска организация (IBO). Програмата IB е въведена за чуждестранните ученици от 11. и 12. клас. Това е световно призната с високото си академично ниво международна програма. Дипломата по IBO дава на чуждестранните ученици голямо предимство при кандидатстването им във висшите училища по цял свят.

## Материална база
Училището разполага с 8 ремонтирани класически сгради, които се намират в парк, разположен на площ от 52 акра. Материалната база включва 62 класни стаи с мултимедия във всяка, 4 компютърни лаборатории, 3 научни лаборатории, театрална зала с 435 места, концертна зала със 180 места, общежитие за ученици с 28 легла, закрита многофункционална спортна зала с надуваема конструкция на площ от 1276 квадратни метра, вътрешни спортни съоръжения, сред които студио за танци, фитнес център, както и открити баскетболни кортове и спортни игрища. След реновацията на сграда „Острандър“, завършен през 2017 г., в нея се помещава и уникалната Student Computer Innovation and Fabrication Institute (SCIFI) стая, в която учениците имат достъп до Тримерен принтер.

## История
Американският колеж в София, който чества 150 години от създаването си през учебната 2010 – 2011 г., е най-старата американска образователна институция извън територията на САЩ. Той води началото си от училището за момчета, основано от американски мисионери в Пловдив през учебната 1860 – 1861 година. Същите тези мисионери, под ръководството на д-р Джеймс Франклин Кларк-старши, 3 години по-късно основават училището за момичета в Стара Загора.
Тези 2 училища (девическото през 1871 година, мъжкото през 1872 г.) се преместват в Самоков, където под вещото ръководство на Лирой Фарингтън Острандър процъфтяват през следващия половин век. Учителите са главно американски мисионери. Д-р Кларк, който е погребан в софийските гробища през 1916 г., посвещава целия си живот на тези училища. „Американските бордове на мисии към Конгрешанската църква“ осигуряват нужните средства за тяхното функциониране. В училищата учат стотици български ученици, мнозина от които по-късно стават проповедници, а други – държавни служители и учители.
След Първата световна война „Бордовете на мисии“ решават да прекратят дейността си в България и да затворят училищата в Самоков. Срещу взетото решение протестират както завършили ученици и приятели на училищата в България, включително високопоставени правителствени служители, така и много хора в САЩ, допринесли с даренията си за функционирането на двете училища; в крайна сметка училищата оцеляват и продължават своята дейност.
През 1926 г. се взема решение училищата да преминат под ръководството на нова организация – „Американски училища – София“. Нейната единствена цел е да осигури образование за българските младежи; затова се съгласява да слее тези 2 училища и да построи обща сграда на вече подбрано място в землището на село Симеоново край София (днес неин квартал).
Първата стъпка на новата организация е да наеме д-р Флойд Бляк, който пристига в България през лятото на 1926 г. със съпругата си Зарафинка Кирова и малкия им син Кирил. Започва незабавно изграждане на новото училище и до лятото на 1928 г. то е почти завършено, за да приеме 119 момичета от Самоков същата есен. Година по-късно, към тях се присъединяват 63 момчета, а през пролетта на 1930 г. – и останалите 130 момчета. Средствата за изграждането на новото училище се набират от продажбата на собствеността в Самоков, от дарения на американци и едно дарение на българския парламент на товар от дървен материал, продаден за 50 000 долара. Строежът на сградите продължава през 1930-те години. В края на десетилетието има достатъчно помещения за настаняването на 500 ученици и по-голяма част от преподавателите на пансион. С труда си учениците допринасят за направата на мебели за колежа, за изграждането на плувен басейн и засаждането на стотици дървета. Паричното дарение на фондацията „Карнеги за световен мир" осигурява средствата за създаването на най-добрата англоезична библиотека на Балканите.
С избухването на Втората световна война броят на чуждестранните преподаватели намалява и когато през декември 1941 г. България обявява война на САЩ, на територията на колежа се намират само осем: Бляк и шепа американци. Българското правителство отправя молба към американците да не напускат страната, а да продължат да ръководят колежа. На 5 юни 1942 г. САЩ обявява война на Царство България. Малко по-късно властите в София изискват от тях да напуснат страната. Когато влакът, който ги откарва в Истанбул, спира на гарата в село близо до София, десетки бивши ученици ги очакват на перона и пеят на английски химна на колежа и други американски песни.
След войната на д-р Бляк е отказана входна виза за България и през 1947 г. целият район на колежа, материалите и библиотечният фонд са конфискувани от българското правителство. Материалите са дадени на Министерството на образованието, а книгите от библиотеката са разпръснати (някои са все още в Народната библиотека, а други бяха върнати на колежа от библиотеката на Рилския манастир). Районът на колежа става Централна школа на МВР (днес Академия на МВР), която се помещава в някои от сградите и построява нови.
През лятото на 1992 г., след продължително настояване на бивши възпитаници, на американския посланик в София и на членове на първото българско правителство, фондация „Американски училища – София“ изпраща д-р Роджър Уитакър в София, за да отвори отново колежа. Той пристига без учители, без да има училищни сгради, без учебници и други учебни материали, както и без ученици.
Когато д-р Уитакър обявява, че през есента колежът ще приеме 50 момичета и 50 момчета, които постигнат най-високите резултати на приемния изпит, близо 3000 младежи се записват за изпита. Той наема няколко учители и административен персонал и през септември 1992 г. колежът отново отваря врати, 50 години след напускането на американските учители.
Д-р Уитакър получава достъп до сграда в района едва 6 седмици преди началото на учебната година. Новият колектив, заедно с бивши възпитаници и приятели на колежа, прекарва това време в чистене и възстановяване на тази сграда. Колежът е получил от правителството повечето, но не всичките си сгради. Академията на МВР обитава голяма част от собствеността му.
От 1992 г. насам фондацията „Американски училища – София“ е похарчила повече от 2 000 000 долара за ремонт, учители и оборудване, а USAID (Американската асоциация за международно развитие) е осигурила повече от 2 500 000 долара за възстановяване на района и закупуване на учебници и други материали.
Целите на възстановения колеж са същите като целите му през 1930-те години – да осигури на българските младежи възможно най-доброто образование, включително отлично овладяване на английски език, и да ги възпита в дух на висок морал и честност.
От възстановяването му насам в колежа са учили повече от 2000 ученици. Понастоящем тук учат общо 953 ученици, от които 20 чуждестранни. Петгодишното им обучение започва с едногодишно интензивно обучение по английски език, като в програмата са включени само основните учебни предмети: български език и литература, математика, английски език, философия, спорт, изобразително изкуство, музика и информационни технологии. След първата година в програмата се включват всички учебни предмети. Почти всички завършили продължават образованието си в колежи и университети в България, САЩ и други страни.

## Успехи
Възпитаниците на Американския колеж в София печелят през годините медали и награди в областта на информационните технологии, физиката, астрономията и математиката. Едни от учениците с най-значими постижения са следните.
- Михаел Младенов – златен медал на 6-ата международна олимпиада по роботика в Дижон, Южна Корея (2004 г.)[2].
- Александър Киров – златен медал на 6-ата международна олимпиада по роботика в Дижон, Южна Корея (2004 г.)[2].
- Веселин Караджов – златен медал на международната олимпиада по физика в Талин и Тарту, Естония (2012 г.)[3].
- Михаела Захариева – сребърен медал на международната олимпиада по астрономия в Южна Корея (2012 г.)[4].
- Константин Карчев – сребърен медал на 18-ата международна астрономическа олимпиада във Вилнюс, Литва (2013 г.)[5].
- Иван Ганев – сребърен медал на международната олимпиада по математика в Рио де Жанейро, Бразилия (2017 г.)[6].
- Кубрат Данаилов – бронзов медал на 81-вата международна олимпиада по математика в Казахстан (2010 г.)[7].
- Виктор Кузманов – бронзов медал на международната олимпиада по физика в Астана, Казахстан (2014 г.)[8].
- Христо Папазов – бронзов медал на международната олимпиада по математика в Рио де Жанейро, Бразилия (2017 г.)[6]
- Тодор Кюркчиев – бронзов медал на 22-рата Международна олимпиада по астрономия в Уейхай, Китай (2017 г.)[9]
- Young Boys Sofia FC - победители на интрамурал турнир (Young Boys 5 - 4 Mladost FC) (2023 г.) Голове от: Young boys   -       Mladost FC Богдан Урумов. - 2         Калоян М. - 3 Георги Б. - 2         Тома Т. - 1 Деян Г. -1

## Инциденти в Американския колеж
За съжаление името на най-успешното частно средно училище в България се свързва и с редица инциденти през последните години, белязали историята на колежа. През 2003 загива ученичката на колежа Дафина вследствие на автомобилно произшествие при пресичане на натоварения бул. „Александър Малинов“ на път за училище. На по-късен етап Столична община изгражда пешеходен светофар, който частично обезопасява пешеходната пътека. В памет на ученичката е кръстена градината „Дафина“ в парка на колежа.
През 2012 глутница бездомни кучета напада фатално възрастен мъж край парка на колежа, вследствие на което той издъхва от раните си в болница.
През 2014 осмокласник издъхва в час по физическо възпитание. Трагичният инцидент е резултат от злощастно стечение на обстоятелствата – детето е страдало от вирусна пневмония, причинила фатален миокардит.
През 2018 единадесетокласник от колежа е арестуван за разпространение на наркотици при специализирана полицейска акция на територията на училището. Училището уведомява всички родители на ученици за инцидента и потвърждава, че в училището е съществувала мрежа за разпространение на наркотици.
През 2020 двуетажна постройка в непосредствена близост до кампуса на училището избухва в пламъци и изгаря. Вилата е на еврейско семейство с 10 деца, част от религиозна секта. Кампусът на колежа остава невредим и няма засегнати деца.